# Champagne (pezsgő)
A franciaországi Champagne borvidék  pezsgőjéről annyira nevezetes, hogy a földrajzi nevet egykor  a pezsgő szinonimájaként emlegették. A pezsgőgyártás Champagne-ban bontakozott ki, és onnan terjedt el az egész világon.

## A név eredete
Champagne neve földrajzi árujelző, ezen belül eredetmegjelölés. Több száz évre tekinthet vissza a terroir, amelynek jellegzetessége a meszes, krétás talaj, ami meghatározza a Champagne különleges ízvilágát.
Bár évtizedeken keresztül számos országban a Champagne szót a pezsgő szinonimájaként használták, kizárólag ennek a borvidéknek a termelői jogosultak ennek a földrajzi árujelzőnek a használatára .

## A terület éghajlati adottságai
A különféle területek és települések mikro-klímája egyesíti a más és más éghajlati, talajzati és a domborzati tulajdonságokat, amely a régión belüli sokszínűséget eredményezi. Champagne régió északi elhelyezkedése nagyban hozzájárul ahhoz, hogy a részben szárazföldi és óceáni éghajlat közösen teremtse meg a sajátos bortermelő feltételeket, ahol a szőlő megfelelő savtartalmat ér el, ami a Champagne termeléshez létfontosságú. A kontinentális időjárást kettősség jellemzi. Mialatt a nyári időszakban biztosítja a magas számú napsütéses órákat, aközben a kemény téli fagyokat is produkálja. Mivel az óceáni klíma alacsony hőmérsékletet eredményez, így nincs mérvadó változás az egyes években.
Ez a kettős időjárás biztosítja a folyamatos, de enyhe csapadékot, ami által kedvező mennyiségű vizet kap a szőlő, hogy jó minőségű gyümölcs teremhessen.
A nyári meleg, az egyenletesnek mondható hűvös időjárás és a folyamatos csapadék hozzá segít ahhoz, hogy a szőlő nem lesz túl édes, azáltal hogy túlérik. A Champagne régióban egyebek között ez a hosszú érési folyamat érvényesíti azt, hogy a teltség és a savasság összhangban legyen, ami a minőségi és a hosszú élettartamú bor termelésének kulcsa.

## Története
A Franciaország Champagne tartományában régóta ismerték a buborékos bort, ami akkoriban selejtnek számított, hiszen a hűvös éghajlati adottságok következtében az erjedés sokszor csak a szüretet követő év tavaszán fejeződött be. A fáma szerint, az első pezsgőt 1670-1715 között, a hautvilliersi Szent Benedek-rendi apátság pincevezetője Dom Pierre Pérignon alkotta meg, méghozzá úgy hogy parafa dugóval zárta le a palackot, amelyet viasz áztatta drótkengyellel erősített meg. Sok éven át titok övezte a készítés folyamatát, ennek ellenére a 18. században már nagy népszerűségnek örvendett, és a 19. században már Európa szerte készítettek pezsgőt.

## Felhasznált szőlőfajták
A Champagne-t zömében három szőlőfajtából készítik – Pinot Noir, Chardonnay és Pinot Meunier. Olykor felhasználnak Pinot Blanc, Arbane, Petit Meslier és Pinot Gris szőlőfajtákat is – bár ezek csak a telepített szőlők elenyésző arányát, kb. 0,3%-át adják.
- Pinot Noir (az ültetvények 38%-a)

Elsősorban Montagne de Reims és Côte des Bar lejtőin termesztik. Kék szőlőfajta, ami fehér levet ad. Piros bogyós gyümölcsök aromáit, karaktert és testet ad a Champagne-nak.
- Pinot Meunier (az ültetvények 32%-a)

Egy másik kék szőlőfajta, ami szintén fehér levet ad. Elsősorban Vallée de la Marne régióban termesztik, a teltség és gyümölcsösség jellemzi.
- Chardonnay (az ültetvények 30%-a)

Fehér szőlőfajta, többnyire a Côte des Blancs régióban ültetett, ami virágos és ásványos ízjegyeket ad a Champagne-nak.

## A legfontosabb termőterületek
- Montagne de Reims

Egy gigantikus hegyplató, ami gyengéden terül el nagyjából Reims és Epernay között. Mindenekelőtt Pinot Noir szőlőre bukkanhatunk, de Pinot Meunier és Chardonnay is fellelhető. Grand Crus települések: Ambonnay, Beaumont-sur-Vesle, Bouzy, Louvois, Mailly-Champagne, Puisieulx, Sillery, Tours-sur-Marne, Verzy, Verzenay.
- Vallée de la Marne

A Marne folyó mindkét oldalán szőlőtermő lankák fedezhetőek fel, Aÿ településtől indulnak és Château-Thierry-n túl nyúlnak el. Jellemzően Pinot Meunier szőlőfajtával ültetett.
Grand Crus település: Aÿ.
- Côte des Blancs

A szőlőt adó földek északon Epernay-től kezdődnek és délen nagyjából Sézannei településig terülnek el. Legfőképp Chardonnay szőlőfajta a jellemző.
Grand Crus települések: Avize, Oger, Cramant, Chouilly, Le Mesnil-sur-Oger, Oiry.
- Côte des Bar

A Szajna és az Aube folyók között megbújó kis dombok jellemzik. A régióban leginkább Pinot Noir szőlőfajta terem.
Grand Crus települések: Bar-sur-Aube. Bar-sur-Seine, Essoyes, Mussy-sur-Seine, Les Riceys.

## A pezsgőkészítés Champagne-ban
A Champagne markáns illattal ugyan nem rendelkezik, de savas alap borból készül, ez franciául a „cuvée”. A lassú folyamat váratlan hőmérséklet csökkenésnek van kitéve, így az erjedés nem lesz végérvényes és valamennyi cukortartalom is megmarad. Idővel bepalackozzák, és melegebb hőfokon tárolják, hogy a borban rejlő élesztők a palackban ismét felébredjenek, és újra elkezdjék a cukor lebontását. A másodlagos erjedési folyamat hatására a szén-dioxid gáznak nincs kiút, így keveredik a borban mindaddig, amíg a palack felnyitásra nem kerül.
Sokrétű pezsgő készítési eljárás ismert, de Champagne-ban kizárólag a szigorú szabályoknak megfelelő módszert, az úgynevezett „Méthode Traditionnelle” vagy más néven „Méthode Champenoise” technikát gyakorolják. (A Méthode Traditionelle az a világ szinten elterjedt módszer, amelynek alapjait a legenda szerint Dom Pierre Pérignon szerzetes fektette le a 17. század végén. Az alap borokat házasítják, majd bepalackozva élesztő seprőn érlelődik hosszú éveken keresztül, minél hosszabban, annál különlegesebb aromákkal gazdagodva, ezt követően a degorzsálás és likőrözés teszi egésszé az eljárást.)
Ezen eljárás során készülnek azok a palackban erjesztett és érlelt Champagne-ok, amelyeknél a tirázslikőr cukortartalmának másodlagos erjesztése, valamint a seprőn érlelés is ugyanazon palackon belül zajlik le, továbbá a seprődugó kilövetése is a hagyományos degorzsálás útján történik. A Champagne ilyenkor ugyanabban a palackban kerül az üzletek polcaira, mint amelyikben erjesztették és érlelték.
A pezsgőspalackokban felszabadult seprőt a pezsgőmesterek rázóállványon, sajátos mozdulatokkal a dugóra rázzák (ezt ma több helyen már géppel is végzik). Ezt követően a palackokat degorzsálják. Ez egy izgalmas része a folyamatnak, hiszen az üvegek száját fagyasztó kádba teszik, így a seprő jégdugóvá dermed, majd ezt a palackban a másodlagos erjedésnek köszönhetően uralkodó mintegy 6 bar nyomással kilövetik. A degorzsálás során a távozó seprő és Champagne mennyiségét palackonként az expedíciós likőrrel pótolják, amely segítségével beállítják a végleges cukortartalmat, amelynek mértékét dosage-nak (dozázs) hívjuk, ami egy átlagos Brut Champagne-ban ez 8-12 gramm cukor/litert jelent. Mindazonáltal készülnek expedíciós likőr hozzáadása nélküli darabok, ezt Brut Nature-nak, vagyis nyers pezsgőként jegyezzük, jellemzőjük a markáns, feszes íz.
Végezetül a palackot parafa dugóval és drótkosárral lezárják, címkézik, majd csomagolják.